# Solomonov čvor
Solomonov čvor  (lat. sigillum Salomonis) najčeši je naziv za tradicionalni dekorativni motiv, koji pripada drugoj grupi simbola, koje nalazimo na svim kontinentima i u svim većim kulturama sveta. Kako na njemu nisu vidljivi početak i kraj, on kao jedan od simbola predstavlja besmrtnost i večnost, a svojim oblikom grčkoga krsta (crux immissa, crux quadrata) asocira na hrišćansku ikonografiju i postaje simbol otajstva (prikrivenosti ili tajanstvenosti), i svetosti. Zbog isprepletenosti ponekad se tumači kao čvor ljubavi, ali se povezuje sa zmijom i ciklišću prirode.

## Značenje
Simboli koji koristi čovek u raznimpredstava mogu se podeliti u dve kategorije: 
- na one koji pripadaju određenoj kulturi u odreenome periodu i,
- na one koji se mogu pronaći u različitim kulturama sveta i svevremeni su.

Salomonov čvor pripada drugoj grupi simbola, koje nalazimo na svim kontinentima i u svim većim kulturama sveta, pod najčešćim nazivom sigillum Salomonis, za ovaj tradicionalni dekorativni motiv.
Uprkos nazivu čvor, to je zapravo učvorena petlja, a ne pravi čvor prema definiciji matematičke teorije čvorova. Delovi petlje međusobno naizmenično prelaze iznad i ispod, formirajući središnji kvadratni prostor. Četiri petlje pružaju se u šetiri smera i mogu imati ovalni, kvadratni ili trouglasti završetak.
U latinskome jeziku kovanica sigillum Salomonis, odnosno „pečat Solomona”, povezana je s biblijskim kraljem Solomonom, i njegovim ugledom pravednog i mudroga kralja.
Solomonov čvor ima i druga protivrečna značenja (koja se često odnose na Davidovu zvezdu ili pentagram).
Čest izraz u terminologiji proučavanja antičkih mozaika za Solomonov čvor je i guilloche knot ili dvostrani čvor.
Kako na čvoru nisu vidljivi početak i kraj, on predstavlja besmrtnost i večnost. Svojim oblikom grčkoga krsta (crux immissa, crux quadrata) on ulazi u hršćansku ikonografiju i postaje simbol otajstva i svetosti. Zbog isprepletenosti ponekad se tumači i kao čvor ljubavi, ali se vezuje i uz zmiju i cikličnost prirode.

## Istorija primene
Ekspanzija motiva čvora počinje u prvom veku pre nove ere, u Avgustovo doba. Na osnovu brojnih izvora da je taj simbol sveprisutniji u Augustovo vreme dokaz je njegova pojava i u ranijim razdobljima. Smatra se da su ga Rimljani preuzeli od Kelta nakon što su ostvarili prve kontakte i sukobe sa Keltima u severnoj Italiji (nakon što su se keltski Gali u 6. i 5. veku naselili severno od reke Po).
Prvi prikazi Solomonovog čvora na antičkim mozaicima
Prvi prikazi pojavljuju se na mozaicima, u hramovima, pretećno u središnjoj Italiji, u kojoj August želi povratiti staro poštovanje i moralna načela u sistem koji se već raspadao. To potvrđuju brojni primer prikaza Solomonovog čvora iz 1. veka na podnim mozaicima mediteranskog bazena kao što su oni u vili Saturnini di Capena u Rimu, u Pompeji, Ostiji, Stabiji, Nori na Sardiniji, Brenu (Brescia), Sabrati u Libiji itd.
Solomonov čvor kao hrišćanski simbol
Početkom četvrtog veka čvor prelazi iz paganskog u hrišanski svet, kao simbol krsta, a mitološke prikaze u njegovom prostoru zamenjuju oni hrišćanski. Među brojnim simbolima čvor zauzima istaknuto mesto i jedan je od temeljnih izraza ranog hrišćanstva, na šta ukazuju podni mozaici u Raveni i Akvileji ( u kojoj postoji više od 260 prikaza Solomonovog čvora).
Solomonov čvor na predmetima od keramike
Tokom 13. i 14. veka Solomonov ćvor je postao čest simbol na glaziranoj karamici — uglavnom na posudama otvorenih formi, odnosno činija na kojima se kao ukras postavljao preko čitavog dna posude.
Solomonov čvor na slikama gotičkih i renesansnih slikara
U periodu od 12. do 15. veka Solomonov čvor na svojim delima prvo prikazuju italijanski gotički i renesansni slikari. Profilaktički prikazi Solomonovog čvora često su izdvajani na crkvenim ranovizantskim tkaninama, dakle u razdoblju koje u to doba još snažno bilo opsednuto magičnim verovanjima, pa i u hriščanskom svetu i među klerom. Najvažniji i najuticajniji slikar gotike Đoto di Bondone koristi ga je u pozadini, ili čak blizu Gospe, na Hristovoj odeći, na zavesama, kao i na odeći svetaca i arhanđela.

## Napomene
1. ↑  Reč „otajstvo” dolazi od starog slovenskog glagola „otajivati se”, a znači: biti prikriven, biti tajanstven. Tajanstven je npr. šaptač u pozorištu koji se ne vidi, ali čiji glas čuju glumci na bini. Tako  „otajstvo” predstavlja nešto što je stvarno, ali je prikriveno ili je prisutno samo u nekom znaku.
2. ↑  Kralj Solomon (хебр. שְׁלֹמֹה — Šolomo) bio je, prema Bibliji, treći kralj Izraela i Jevreja, sin izraelskoga kralja Davida i žene Urije Hetita, Bat-Šebe. Vladao je od 970. do 937. p. n. e.. Ime Solomon izvedeno je iz starohebrejske imenice koja znači »dete mira«, odnosno »mirotvorac«. Njegovo najvažnije delo je gradnja prvoga hrama u Jerusalemu u kojem je bio pokopan Kovčeg Saveza s dvema pločama na kojima je bilo zapisano deset Božjih zapovesti (dekalog).